# Baryconus dunensis
Baryconus dunensis är en stekelart som beskrevs av Durgadas Mukerjee 1994. Baryconus dunensis ingår i släktet Baryconus och familjen Scelionidae. Inga underarter finns listade.